# 四海兄弟
四海兄弟（しかいけいてい）は、論語からの言葉。

## 概要
世界中の人々は全てが兄弟のように親しくして、愛し合うべきであるということが意味されている。
四海とは、四方の海の内であり、天下や世界中ということが意味されている。
2014年の「今年の四字熟語」には、四海兄弟が選ばれた。

### 漢文
この四海兄弟は、論語の12篇目の顔回が由来。顔回に登場する司馬牛は、自らの兄は犯罪者であるため、兄はいないのも同然であると悩んでいた。これに対して孔子の弟子である子夏は、礼儀を重んじて謙虚にしていれば、世の中の人々は兄弟のように接してくれるであろうと答える。この答えである漢文に、四海兄弟の四文字が含まれており、四海兄弟の四字熟語へとなった。
論語から数百年後の前漢の時代に蘇武が漢詩を作り、この中にも四海兄弟が含まれている。ここでは、世界中の人間の全ては兄弟であると詠まれている。

### 用法
四海兄弟は一般的に名詞として使用されている。